# Albe Steiner
Alberto Massimo Alessandro Steiner (geboren 15. November 1913 in Mailand; gestorben 17. August 1974 in Raffadali) war ein italienischer Grafiker, Schriftsteller und Politiker.

## Leben

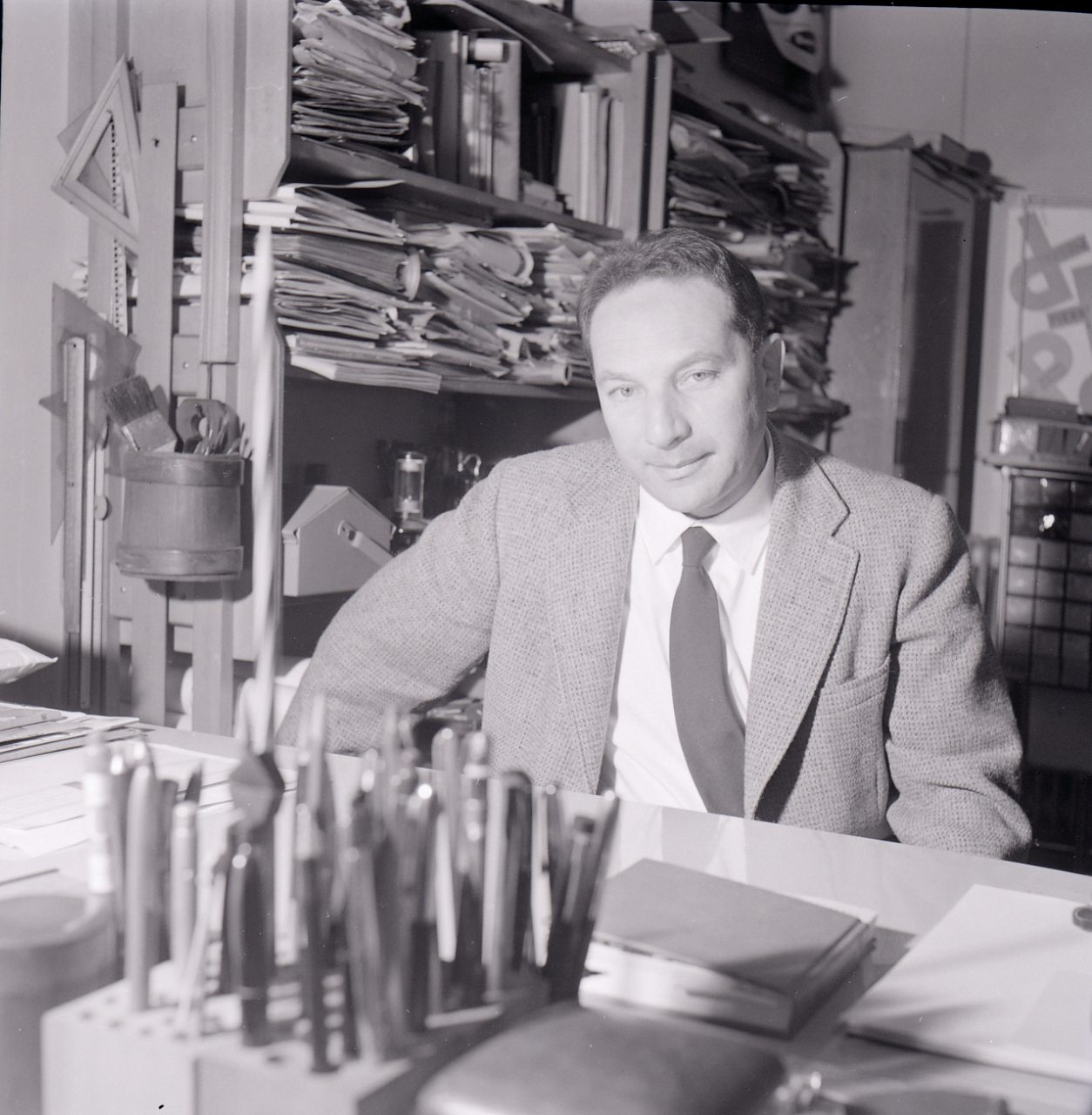
Albe Steiner (1973)

Albe Steiner war ein Sohn der Fosca Titta und des Diplomaten Emerico Steiner, mütterlicherseits war er ein Neffe des Baritons Titta Ruffo und des sozialistischen Politikers Giacomo Matteotti, der 1924 von den Faschisten ermordet wurde. Sein Bruder Mino Steiner wurde Jurist und wurde 1945 von den Deutschen im KZ Ebensee ermordet.
Er heiratete 1938 die Designerin Matilde Maria Covo (Lica) (1914–2008), sie haben zwei Töchter.
Steiner war Autodidakt, er entwarf 1933 sein erstes Plakat für den Fahrradhersteller Atala und stellte in Mailand Modefigurinen aus. Mit Lica Steiner eröffnete er 1938 die Grafikagentur L.A.S. in Mailand. 1939 traten beide der im Untergrund organisierten PCI bei. 1940 verlegten sie wegen der Italienischen Rassengesetze ihr Büro nach Mergozzo. Nach der deutschen Besetzung Italiens 1943 schlossen sie sich der Resistenza an, Albe Steiner führte eine Brigade in der Divisione Val D’Ossola und Lica Steiner wirkte als Kurier, in der Partisanenrepublik Ossola stellten sie Drucksachen her. 
Nach Kriegsende organisierten sie am Domplatz in Mailand eine Ausstellung über den Widerstand. Für die von Elio Vittorini gegründete Zeitschrift Il Politecnico schuf er Grafiken. Von 1946 bis 1949 gab er für den Verlag Einaudi in Turin die Buchreihe „Politecnico biblioteca“ heraus.
1945 bis 1948 lebten beide in Mexiko, wo sie Hannes Meyer bei einem Alphabetisierungsprojekt unterstützten. 1949 gründete und leitete er in Mailand eine Buchgestaltungsschule bei der Società Umanitaria. Steiner arbeitete als Grafikdesigner für verschiedene Zeitschriften und für das Corporate Design der Mailänder Messe und des Mailänder Kaufhauses La Rinascente und führte Aufträge für Grafiken und Logos unter anderem für Pirelli, Olivetti, Coop, Officina Meccanica della Stanga und beim Pharmaunternehmen Pierrel aus. Er konzipierte 1973 mit Lica Steiner die Ausstellung im Monumento del Deportato in Carpi.
Steiner war auf mehreren Triennalen in Mailand und 1972 auf der Biennale von Venedig vertreten. Postum wurde er 1998 mit dem Compasso d’Oro für das Lebenswerk ausgezeichnet.

## Schriften (Auswahl)
- Albe Steiner. Comunicazione visiva.  Castello sforzesco, Alinari IDEA, Mailand 1977.
- Luisa Steiner Rollier (Hrsg.): Il manifesto politico. Einleitung Dario Micacchi. Editori Riuniti, Rom 1978.
- Il mestiere di grafico. Einaudi, Turin 1978.